# Ligne de tramway 2 (SNCV Groupe de Zwevezele)
Pour les articles homonymes, voir Ligne 2.
La ligne 2 est une ancienne ligne du tramway de Bruges de la Société nationale des chemins de fer vicinaux (SNCV) qui reliait Bruges à Oostkamp.

## Histoire
Gare - Porte Sainte-Catherine (Katelijnepoort) - Steenbrugge - Oostkamp
14 mars 1950 : suppression et remplacement par deux lignes d'autobus 2 et 20 (voir la section sur l'article Tramway de Bruges).

## Infrastructure

### Dépôts et stations
Dépôts utilisés par la ligne situés sur le reste du réseau ou des lignes connexes : Assebroek.

## Exploitation

### Horaires
Tableaux : 337 (1931), numéro de tableau partagé par les lignes urbaines de Bruges 1, 2 , 3, 4,  5 et 6.